# Jakub Froszek
Jakub Froszek (ur. 1637, zm. 1686 w Bydgoszczy) – burmistrz Bydgoszczy, kupiec. 

## Życiorys
Urodził się 25 lipca 1637. Był mieszczaninem bydgoskim, właścicielem statków rzecznych, trudniącym się spławem wiślanym do Gdańska (handel zbożowy). Sprawował szereg urzędów w mieście: starszego ławnika, pisarza miejskiego, landwójta. W latach 1672–1673 był burmistrzem Bydgoszczy. W 1684 określono go w księdze Bractwa Kurkowego, jako „sławetnego landwójta”. Zmarł w 1686 w Bydgoszczy.
Po jego śmierci w kościele farnym umieszczono nieistniejące dzisiaj epitafium, znane z opisu wizytacji kościoła z 1791.